# Боскопська людина

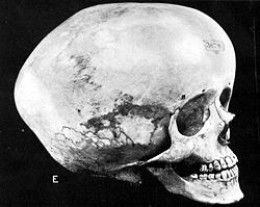
Сумнівна фотографія черепа боскопоїда

Боскопська людина — анатомічно сучасна скам'яніла людина середньої кам'яної доби (пізній плейстоцен), виявлена в 1913 році в Південній Африці. Брум (1918) спочатку описав скам'янілість як Homo capensis і вважав її окремим видом людини, але до 1970-х років цей «боскопоїдний» тип був широко визнаний представником сучасних койсанських популяцій.

## Відкриття
Більшість теорій щодо «боскопоїдного» типу базувалися на однойменному черепі Боскопа, який був знайдений у 1913 році двома африканерськими фермерами. Вони запропонували його південно-африканському Фредеріку Вільяму Фітц Сімонсу для вивчення та подальших досліджень. Багато подібних черепів згодом виявили такі палеонтологи, як Роберт Брум, Вільям Пайкрафт і Раймонд Дарт.
Оригінальний череп був неповним і складався з лобової та тім'яної кісток, з частковою потилицею, однією скроневою та фрагментом нижньої щелепи.
Скам'янілості подібного типу відомі в Цицікаммі (1921), річці Мат'єс (1934), Фісхук і Спрінгбок-Флетс, Схулі, Казе, Прикордонній печері, Брно, Туінплаас та інших місцях.

## Ємність черепа
Скам'янілості Boskop Man вирізняються своєю надзвичайно великою ємністю черепа, за повідомленнями, ємність черепа коливається від 1700 до 2000 см³.
Це було розглянуто в книзі «Великий мозок: Походження та майбутнє людського інтелекту» (2008) нейробіолога Гарі Лінча та Річарда Грейнджера, які стверджували, що великий розмір мозку у Боскопської людини може свідчити про особливо високий загальний інтелект. Антрополог Джон Гоукс різко розкритикував зображення скам'янілостей Боскопа в книзі та в рецензії на книгу в журналі Discover.

## Підроблена фотографія
Інтернетом поширилося зображення, на якому нібито зображений череп боскопоїда. Однак насправді це зображення зображує череп пацієнта з гідроцефалією.